# 迈德灵

区徽

迈德灵（Meidling）是维也纳的第十二区，位于市中心西南，距离内城约5–10公里，维也纳河南岸，Gürtel环行路以西，美泉宫东侧。该区成立于1892年，包括原来的5个村庄。传统上，该区为工人阶级住宅区。面积8.21平方公里，人口86,030。

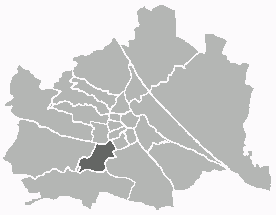
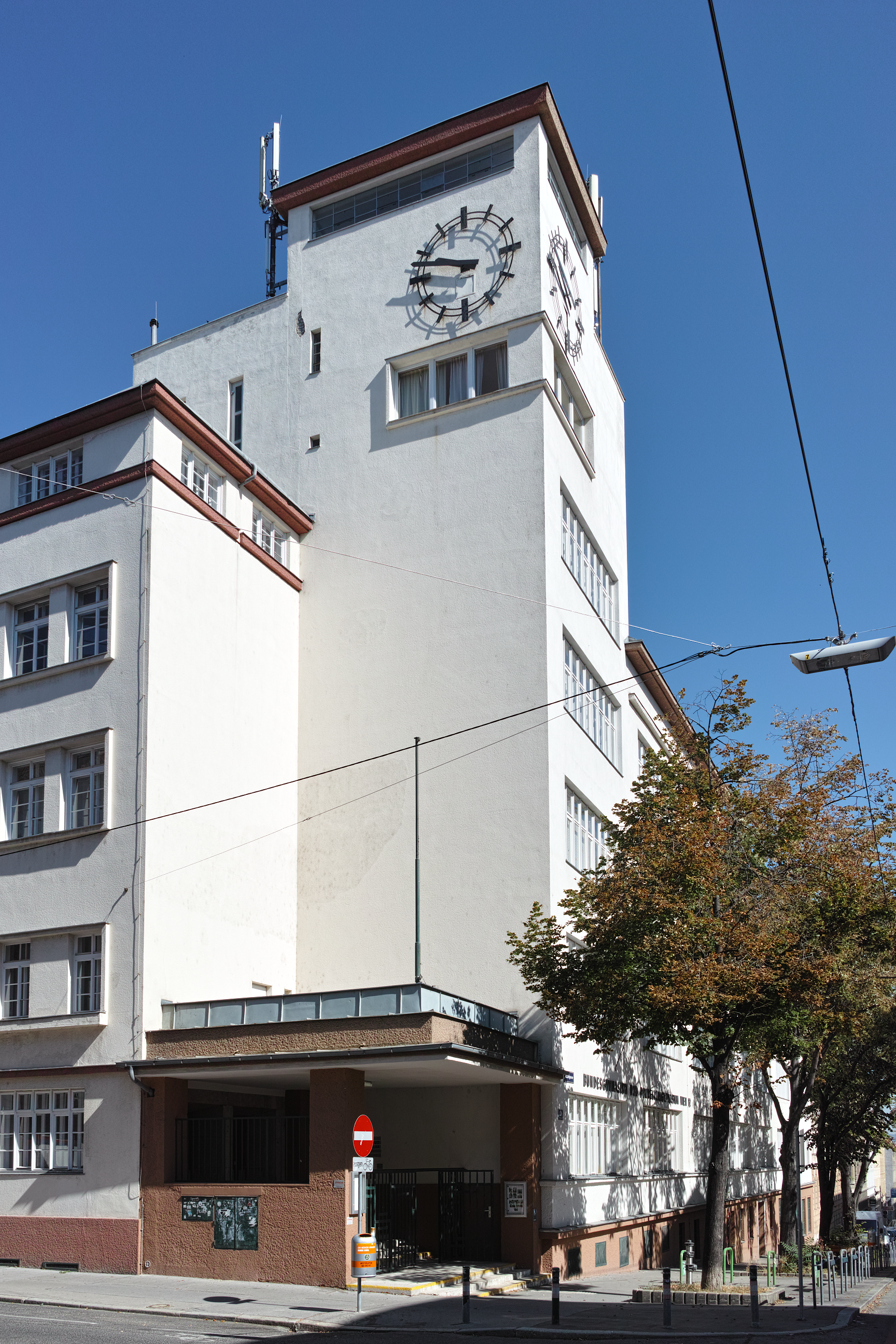
GRG 12 Erlgasse
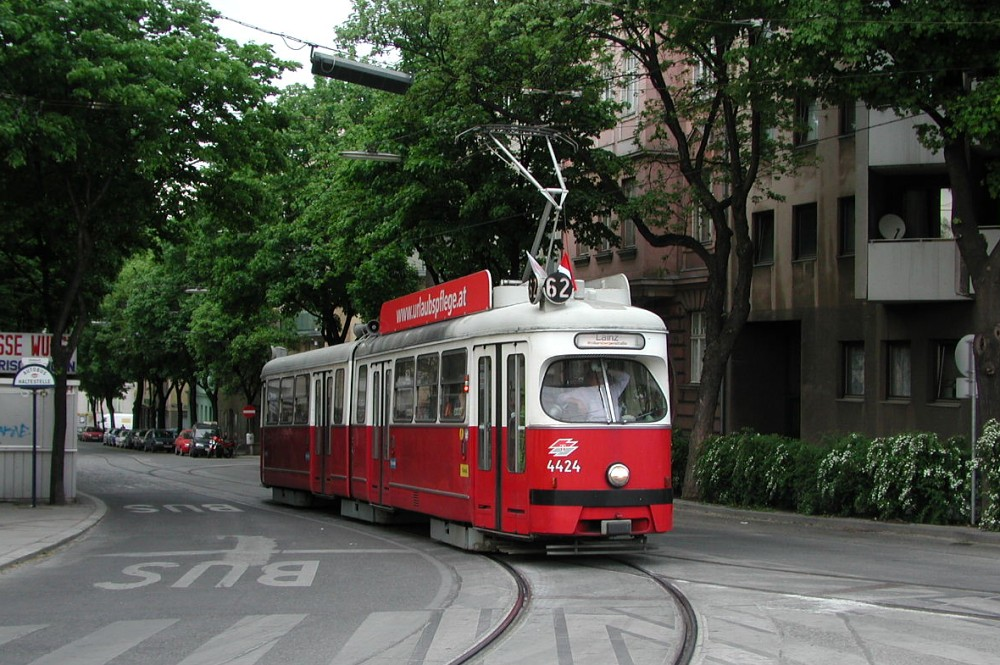
62路电车
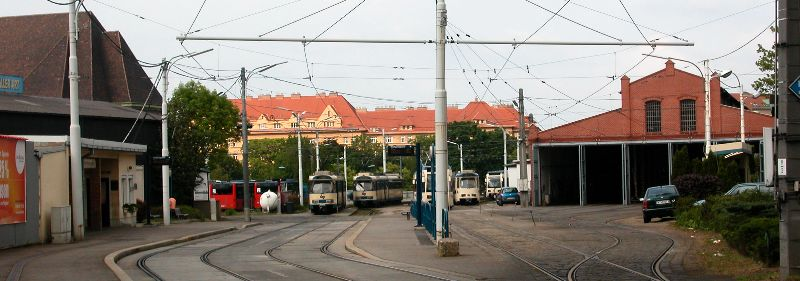
沃尔夫冈街火车站
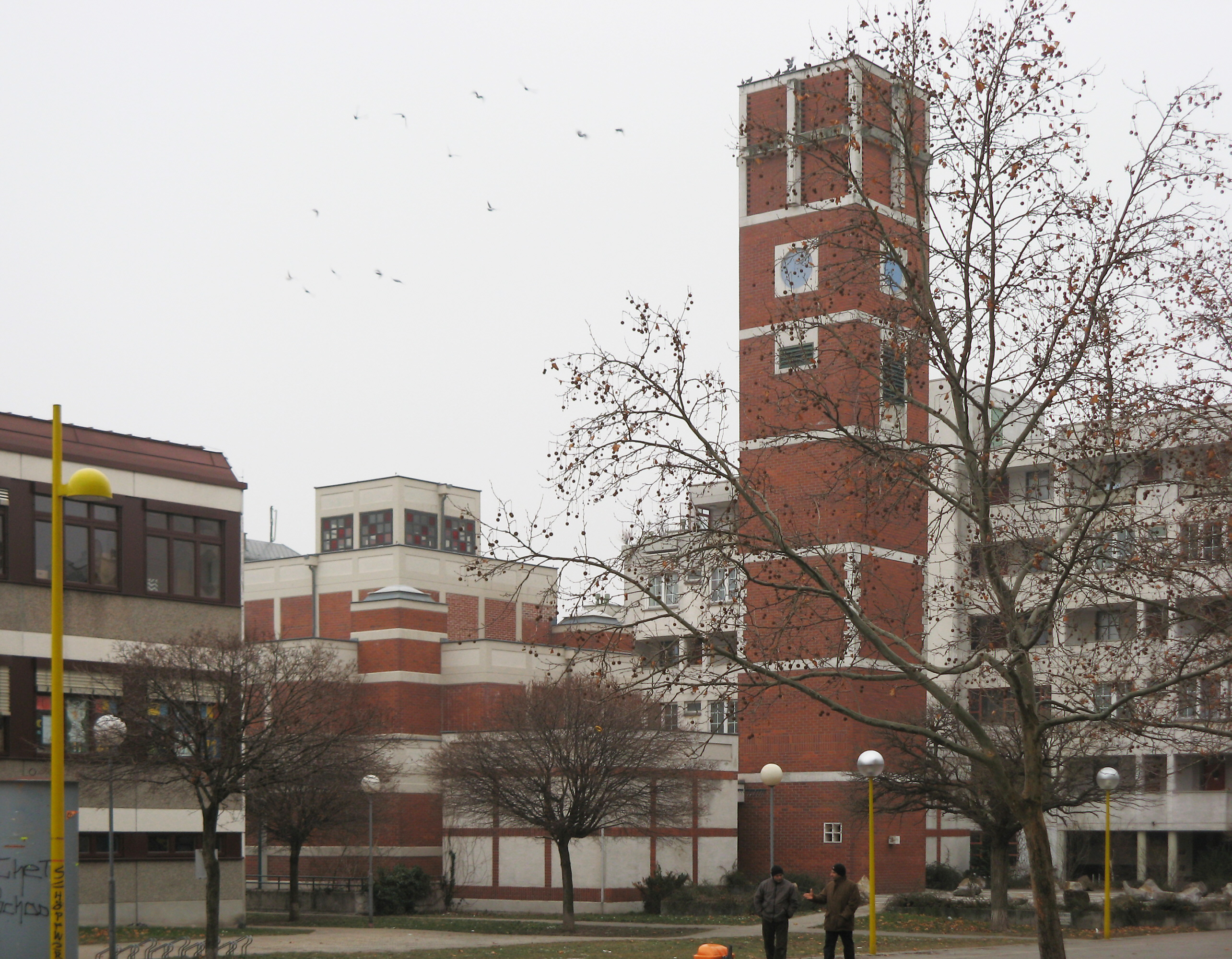
Am Schöpfwerk 教堂